# 新格里戈里耶夫斯卡亚农村居民点
新格里戈里耶夫斯卡亚农村居民点（俄语：Новогригорьевское сельское поселение）是俄罗斯联邦伏尔加格勒州伊洛夫利亚区所属的一个农村居民点。其下辖有5个居民点，行政中心为新格里戈里耶夫斯卡亚。据2016年统计，该农村居民点的人口为1036人。